# Rossana Podestà

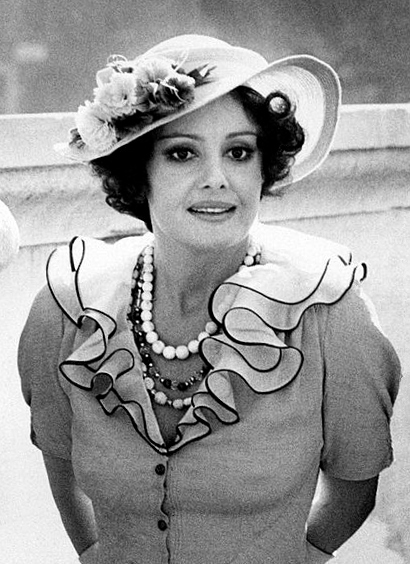
Rossana Podestà in 1973

Rossana Podestà (Tripoli, 20 juni 1934 – Rome, 10 december 2013) was een Italiaanse actrice.

## Biografie
Podestà werd in 1934 geboren in het Libische Tripoli, een voormalige kolonie van Italië. Ze begon haar acteercarrière in 1950. In 1956 speelde ze de hoofdrol in Helen of Troy, een film van Robert Wise. In 1954 speelde ze tegenover Kirk Douglas in Ulisse. Het overgrote deel van de films waarin ze speelde waren Italiaans. In 1985 stopte ze met acteren.
Podestà was gehuwd met producent Marco Vicario. Ze overleed in 2013 op 79-jarige leeftijd.